# Franciszek Strawiński
Franciszek Strawiński herbu Sulima – wojski starodubowski w latach 1693–1724, stolnik starodubowski w latach 1685–1690, cześnik starodubowski w latach 1677–1685, sędzia grodzki starodubowski w 1677 roku, sędzia grodzki piński już w 1693 roku do 1724 roku.
5 lipca 1697 roku jako poseł na sejm elekcyjny z powiatu pińskiego podpisał w Warszawie obwieszczenie do poparcia wolnej elekcji, które zwoływało szlachtę na zjazd w obronie naruszonych praw Rzeczypospolitej.